# Holzheim (Dillingen a.d.Donau)
Holzheim è un comune tedesco di 3 748 abitanti, situato nel land della Baviera.